# Голдсуорси, Весна
Весна Голдсуорси (англ. Vesna Goldsworthy, урождённая Белогрлич, род. 1961, Белград) — сербская поэтесса и писательница. Получила степень бакалавра по сравнительному литературоведению и теории литературы в Белградском университете в 1985 году. С 1986 года живёт в Англии. В 2017 году стала профессором творческого письма в Университете Эксетера. Ранее работала в Университете Кингстона, где была директором Центра пригородных исследований. Голдсуорси — почётный профессор Школы литературы, драмы и литературного творчества Университета Восточной Англии. 
Среди её книг — «Изобретая Руританию» (1998), мемуары «Чернобыльская клубника» (2005) и сборник стихов «Ангел Салоник» (2011). Её первый роман «Горский», обновивший историю «Великого Гэтсби», был опубликован в 2015 году. Её второй роман «Месье Ка», представляющий собой развитие истории Анны Карениной, был опубликован в 2018 году. Голдсуорси опубликовала свой третий роман «Железный занавес: история любви» в 2022 году.

## Биография

### Сербия
Голдсуорси писала стихи с юности. Стихи публиковались в литературных журналах и сборниках в семидесятые и восьмидесятые годы и завоевали ряд премий в бывшей Югославии. В 1984 году она прочитала сонет на футбольном стадионе перед 30 000 человек:99–106, 47–48
. Летом 1984 года она посетила Институт Карла Маркса при Софийском университете, чтобы исследовать византийские молитвы для своей диссертации в колледже, а также изучать болгарский язык:136–138.

### Англия
В 1986 году Голдсуорси переехала в Англию. Поработав в двух издательствах, она десять лет занималась вещанием и продюсированием для Всемирной службы Би-би-си на родном сербском языке, а также на английском языке на BBC Radio 3 и BBC Radio 4:167–182 . Она получила степень магистра по современной английской литературе в 1992 году и степень доктора философии в 1996 году в Лондонском университете. Затем Голдсуорси стала преподавателем в Университете Восточной Англии, где она продолжает работать почётным профессором на факультете литературы, драмы и литературного творчества. В 2009 году Голдсуорси вошла в состав жюри Международной Дублинской литературной премии. В 2017 году она вошла в преподавательский состав Эксетерского университета в качестве профессора творческого письма. Голдсуорси является членом Folio-Academy.
Ее книги переведены более чем на двадцать языков. Голдсуорси прочитала свои мемуары «Чернобыльская клубника» на BBC. Книга была включена в список Radio Choice газеты The Guardian. Дж. М. Кутзее, комментируя «Ангела из Салоник», писал, что её творчество «европейское по чувствительности, элегическое по тону; эти стихотворения знаменуют прибытие желанного нового голоса в английскую поэзию». Её первый роман «Горский» оставался в списке бестселлеров London Times в течение пяти месяцев. Роман также вошёл в список «Выбор редакции» газеты NY Times. Роман «Железный занавес» вошёл в список лучших книг лета 2022 года по версии Financial Times, лучших книг, которые мы прочитали в этом году (2023) по версии New Yorker и десяти лучших книг февраля 2023 года по версии The Christian Science Monitor.

## Награды и почести
- 2024 Премия Милована Видаковича[27]
- 2024 Премия имени Луны Вирино[27]
- 2022 Премия Момо Капора[28]

- 2021 Избрана членом Королевского литературного общества[29]
- 2011 Премия Ричарда Крэшо[30]

## Появления на BBC
Голдсуорси ранее работала журналисткой в Сербской службе BBC. В 2010 году она вела программу BBC Radio 4 о поиске своего голоса в чужой стране. В 2017 году она была гостем на программе Private Passions на BBC Radio 3.

## Другие аудио подборки
- Goldsworthy, Vesna. Vesna Goldsworthy on re-imagining The Great Gatsby and Anna. CBC Books (8 февраля 2019). Дата обращения: 13 сентября 2023.
- Goldsworthy, Vesna. My Mission Is To Dismantle Prejudices. Cord Magazine (4 мая 2022). Дата обращения: 13 сентября 2023.
- Goldsworthy, Vesna. Serbian British writer Vesna Goldsworthy on reimagining Anna Karenina. Owltail (14 мая 2023). Дата обращения: 13 сентября 2023.
- Goldsworthy, Vesna. AN INTERVIEW WITH VESNA GOLDSWORTHY - IRON CURTAIN OF DESTINY OR THE DREAM OF FREEDOM. SAN Serbian American Magazine (Winter 2023). Дата обращения: 13 сентября 2023.